# Людвиг ван Бетховен (фильм)
«Людвиг ван Бетховен» (нем. Louis van Beethoven — «Луи ван Бетховен») — художественный биографический фильм режиссёра Ники Штайна, премьера которого была приурочена к празднованию 250-летия со дня рождения Людвига ван Бетховена. Фильм освещает жизненную историю всемирно известного композитора с различных сторон. Оригинальное названия фильма, Louis van Beethoven — это имя, которое использовалось композитором в юности.

## Сюжет
Действие фильма перемещается между последними годами жизни Бетховена и его молодостью в Бонне. Бетховен, которого мы встречаем во взрослом возрасте (в исполнении Тобиаса Моретти), уже начинает терять слух. Он угрюм и требователен. Композитор приезжает в дом своего брата Иоганна в Гнейксендорфе вместе со своим племянником Карлом (Питер Льюис Престон) после попытки самоубийства Карла. Здесь Бетховен вступает в борьбу со всеми, кто его окружает. На этом фоне перед нами предстают фрагменты воспоминаний композитора о его молодости.
В Бонне маленький Луи (Колин Пютц) был настоящим музыкальным вундеркиндом. Отец Луи, мечтающий сделать из сына нового Моцарта, настаивает на непрестанных занятиях музыкой и подталкивает своего сына вперед. Благодаря связям отца, который является певцом при дворе курфюрста, молодой Бетховен попадает под опеку других музыкантов. Так он знакомится с Тобиасом Пфайффером (Сабин Тамбреа), местным актером, который начинает жить с семьей Бетховена и заниматься с ним музыкой.
Уже повзрослев (Ансельм Бресготт), Бетховен не перестает расти как музыкант. Он тяжело переживает потерю матери, после которой его отец также впадает в отчаяние и начинает употреблять алкоголь. Юный композитор, находясь под покровительством семьи фон Бройнинг, влюбляется в их дочь, Элеонору фон Бройнинг (Кэролайн Хельвиг). Бетховен осознает разницу в их статусах и понимает, что между ними ничего не может быть.
Для того, чтобы воссоздать атмосферу эпохи Бетховена, создателями было решено задействовать в съемках несколько копий старинных инструментов, созданных современным производителем фортепиано Полом МакНалти.

## В ролях
| В ролях          |  | Персонаж           |
| ---------------- |  | ------------------ |
| Тобиас Моретти   |  | Взрослый Бетховен  |
| Колин Пютц       |  | Бетховен в детстве |
| Ансельм Бресготт |  | Бетховен в юности  |